# Herzegovina-Neretva
Het kanton Herzegovina-Neretva (Kroatisch: Hercegovačko-neretvanska Županija, Bosnisch: Hercegovačko-neretvanski Kanton) is gelegen in het zuiden van Bosnië en Herzegovina en omringt de regio rondom de rivier Neretva en de uitgang naar de Adriatische kust in de plaats Neum.
Het kanton heeft een oppervlakte van 5020 km², dat is 19% van de totale oppervlakte van de Federatie van Bosnië en Herzegovina. Volgens de volkstelling uit 1991 had het kanton 115.726 inwoners, met een kleine bevolkingsdichtheid (23 inwoners per km²). Door de vooroorlogse recessie en de oorlog zelf zijn er veel inwoners geëmigreerd naar verschillende landen in West-Europa of verhuisd naar andere gebieden binnen Bosnië en Herzegovina.
De regio wordt gekenmerkt in sterk verschillende natuur, van vruchtbare velden, bossen, rivieren en meren tot onherbergzame gesteentes. Door deze verschillen biedt de regio veel agrarische mogelijkheden.
Het kanton is ingedeeld in tien gemeenten: Čapljina, Čitluk, Jablanica, Konjic, Mostar, Neum, Prozor, Ravno en Stolac.

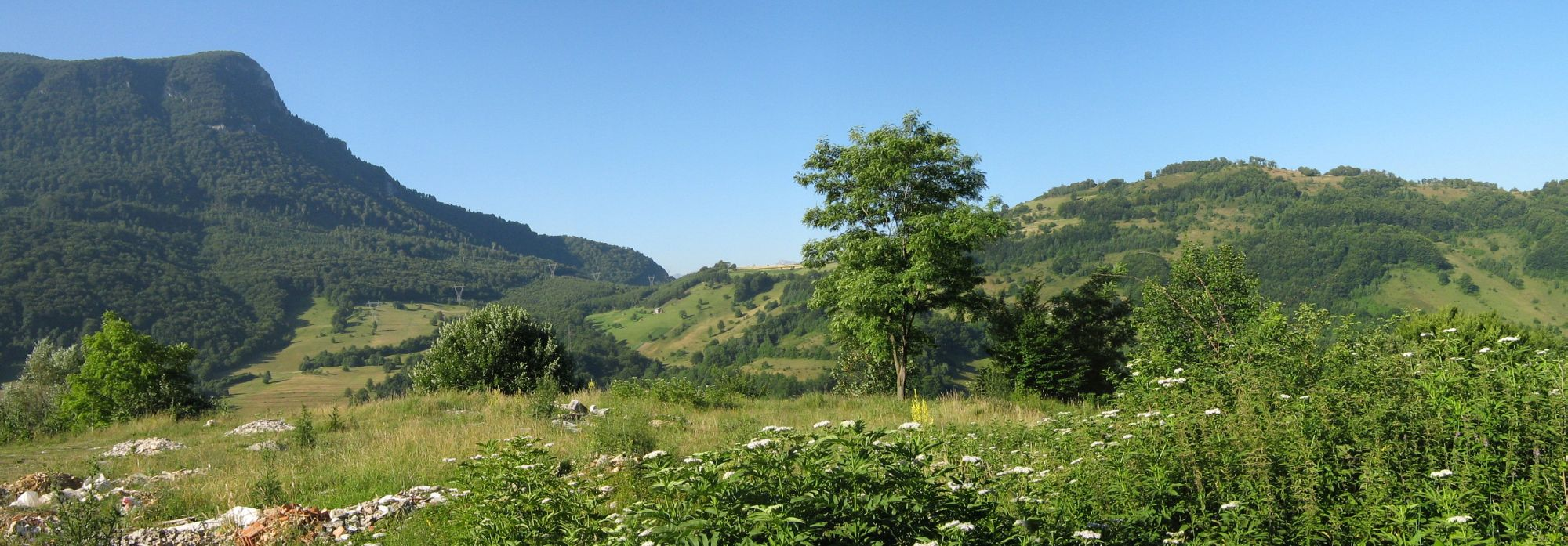
Landschap nabij Konjic